# Disentis
Disentis (ufficialmente Disentis/Mustér, in cui Disentis [disəntis] è la denominazione in tedesco, unica ufficiale fino al 1963, e Mustér  quella in romancio; in italiano Desertina, desueto) è un comune svizzero di 2 033 abitanti del Canton Grigioni, nella regione Surselva.

## Monumenti e luoghi d'interesse
- Abbazia di Disentis, fondata nel 700 circa[3][4];
- Cappella di Sant'Agata, eretta nel 1100 circa[3];
- Stabilimento termale di Disentiserhof[3];
- Fonte termale di San Placido, attestata dal 1740[3].

## Società

### Evoluzione demografica
L'evoluzione demografica è riportata nella seguente tabella:
Abitanti censiti

## Geografia antropica

### Frazioni
Le frazioni di Disentis sono:
- Acletta
- Cavardiras
- Disla
- Funs/Clavaniev
- Mompé-Medel
- Mompé-Tujetsch
- Mustér-Vitg
- Segnes

## Economia

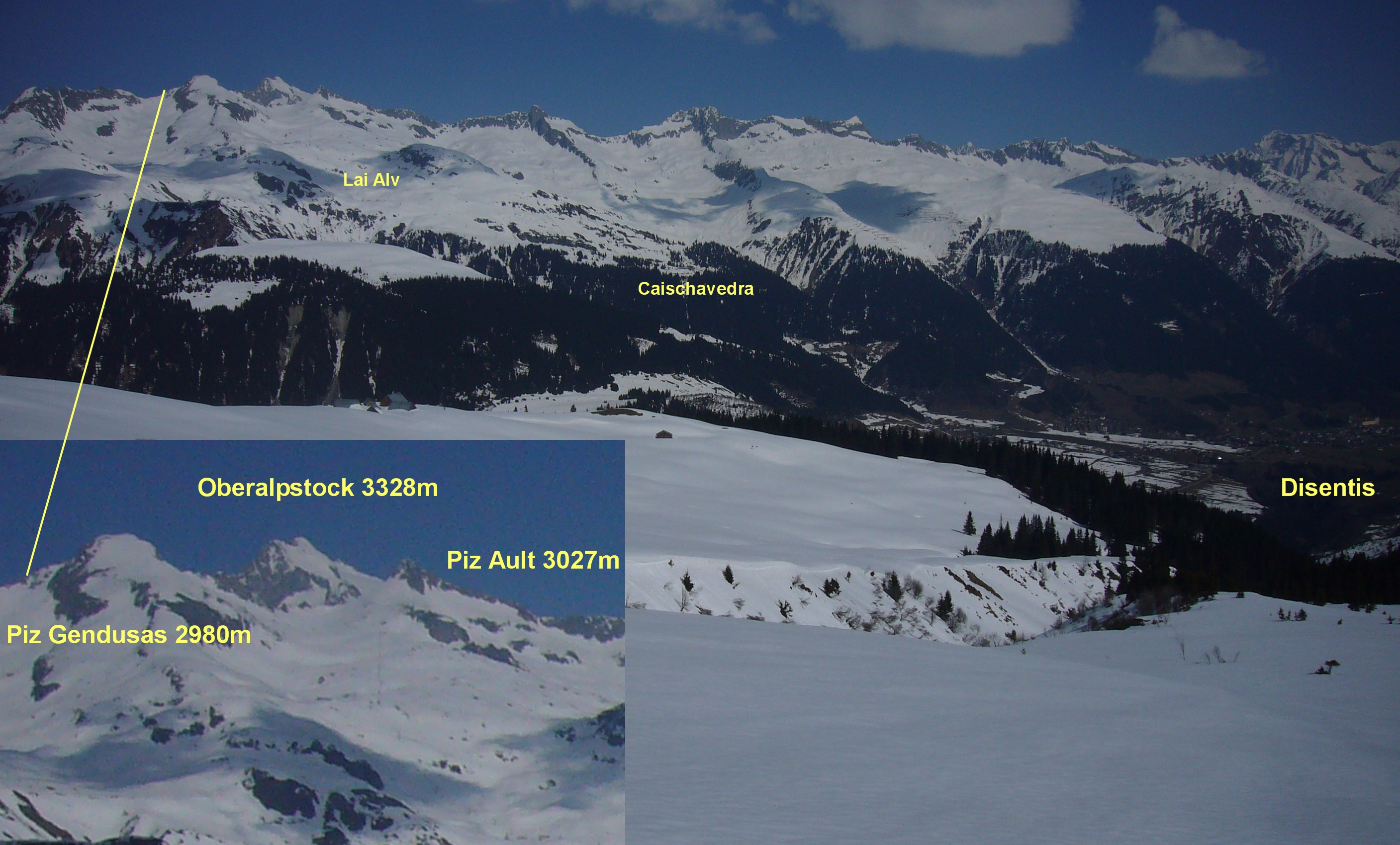
La stazione sciistica di Péz Ault

L'economia locale trae impulso dalle centrali elettriche solari, dalle aziende di telecomunicazioni e dal turismo estivo (dal 1912) e invernale (stazione sciistica di Péz Ault, costruita nel 1971). Per la sua attenzione a favorire il turismo sostenibile e la mobilità dolce fa parte del consorzio delle Perle delle Alpi.

## Infrastrutture e trasporti

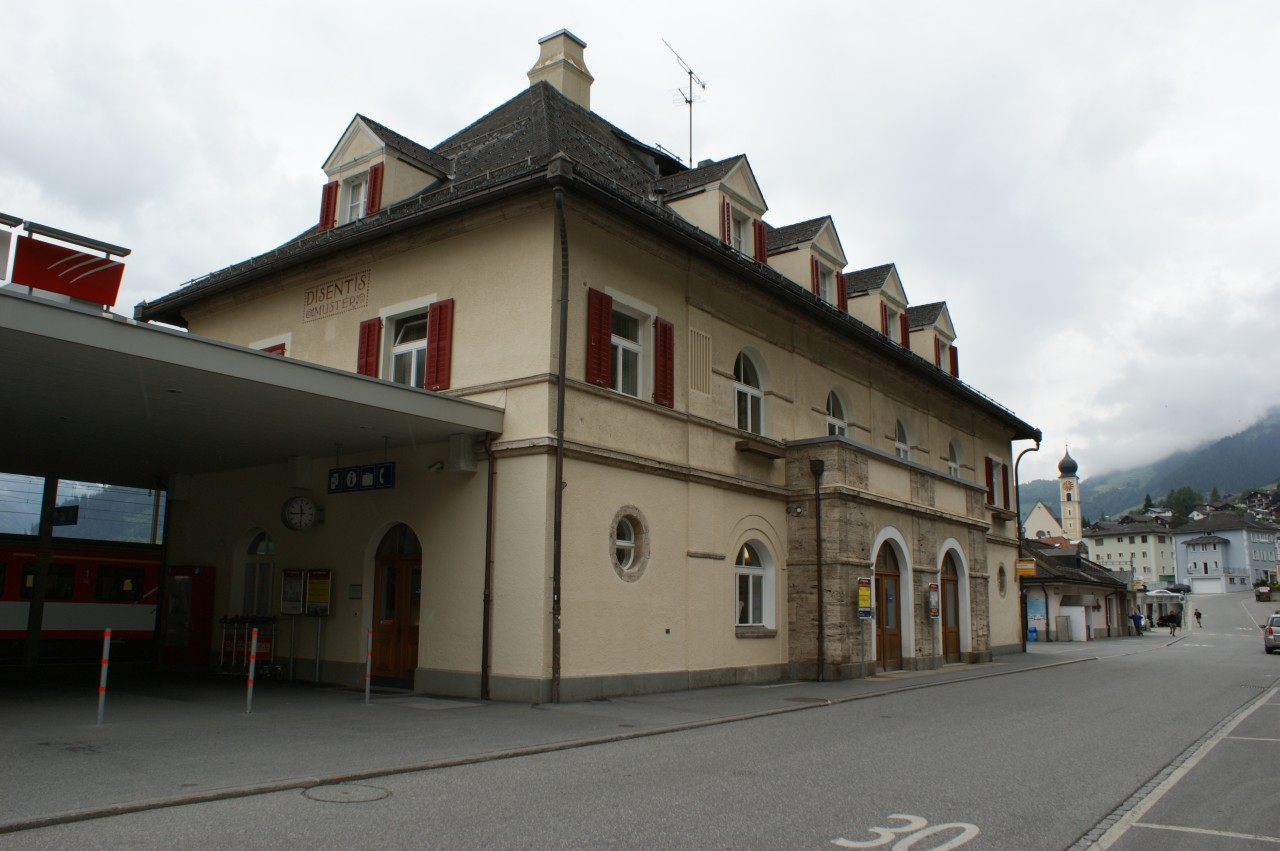
Il fabbricato viaggiatori della stazione principale.

Il territorio comunale è attraversato da est a ovest dalla strada principale 19 (Briga-passo della Furka-passo dell'Oberalp-Reichenau). Proprio in centro al paese, da questa strada si dirama la strada principale 416 diretta al passo del Lucomagno e a Biasca.
Il paese è servito dalla stazione di Disentis/Mustér che è capolinea della ferrovia Reichenau-Disentis, gestita dalla Ferrovia Retica (RhB), e della linea del Furka-Oberalp, gestita dalla Matterhorn-Gotthard-Bahn. Entrambe le ferrovie sono a scartamento ridotto da 1000 mm, ma la linea del Furka-Oberalp ha la particolarità di avere alcuni tratti in cremagliera.
Lungo la salita dell'Oberalp, sono presenti altri tre impianti ferroviari:
- fermata di Acla da Fountauna, a servizio della frazione di Acletta
- stazione di Segnas, a servizio dell'omonima località
- stazione di Mumpé Tujetsch, a servizio dell'omonima frazione.